# Pristimantis terraebolivaris
Pristimantis terraebolivaris es una especie de anfibio anuro de la familia Craugastoridae.

## Distribución
Es endémica de la cordillera de la Costa en Venezuela. Habita en los estados de Aragua, Carabobo, Miranda y el Distrito Capital de Caracas entre los 300 y 1200 m de altitud.

## Descripción
El holotipo femenino mide 31 mm.

## Publicación original
- Rivero, 1961 : Salientia of Venezuela. Bulletin of the Museum of Comparative Zoology, vol. 126, p. 1-207[5]